# هیلام
هیلام (به انگلیسی: Hillam) یک روستا و محله مدنی در بریتانیا است که در Selby واقع شده‌است.